# Oakdale (Australia)
Oakdale – miasto w Australii, w stanie Nowa Południowa Walia.